# Workflow
Workflowとは、AppleによるiOS用スクリプトアプリケーションである。
MHacks Winter 2014にて、アリ・ワインスタイン、コンラッド・クラマー、ヴィーラル・パテル、ニック・フレイが開発した。ユーザーが自身の端末で特定のタスクを実行するためにマクロを作成できるほか、これらのタスクはユーザーが作成できるだけでなく他のユーザーが作成したものをダウンロードすることもできる。
2015年、VoiceOverなどiOSのアクセシビリティ機能の利用でApple Design Awardsを受賞した。
2017年3月22日、AppleがWorkflowを買収した。買収額は非公表。有料だったアプリケーションも無料化された。
2018年9月28日にリリースされたiOS 12より、本アプリの後継である「ショートカット」に統合された。なお、ファイルとして保存する時の拡張子は「.shortcut」である(ただし、iOS 15以降は「.wflow」になった)。